# Crystel Geoffré
Crystel Geoffré (13 novembre 1984, Montréal, Québec - ) est un Comédienne canadien. Bien connue sur la scène internationale, elle a remporté le titre de Miss Hawaiian Tropic Canada. Artiste peintre conceptuel.

## Biographie
Crystel est issue d'une famille canadienne, à revenus modestes. Dès l'âge de 12 ans, elle aimait la communication, le théâtre et tous les arts en général.  Dans ses moments libres, elle joue de la guitare et pratique le chant. Elle est une personne créative et débrouillarde.

À l'âge de 16 ans lors d'un concours de talent un agent l'as pris sous son aile. Elle a commencé sa carrière professionnelle à Montréal et Los Angeles. Par la suite, elle est apparue dans différentes publicités, telle image de la publicité coors light au superbowl. Celle où elle incarnait le super-héros Spiderman 3. Dans le magazine Summum  Le cover, dévoilé pour la première fois à Québec, a ravi les spectateurs, malgré une pose qui aurait pu choquer le puritanisme de certaines personnes.
Par la suite, elle figura sur le cover du magazine Maillot international.
Elle travaille toujours pour le compte de différentes sociétés.

## Aspect physique
- Taille : (5'7)
- Masse : (121 lbs)
- Mensurations : 35-25-36 (US)
- Taille : 4-5 (US)
- Pointure : 7 (US)
- Yeux : noisette
- Cheveux : brun

## Apparitions
Elle figure dans deux clips du chanteur Peezee : Mr Fira et Town to Town. Ainsi que dans celui du groupe The Bilz : Spanish Fly. 

## Citations
- « Chaque jour est plus beau. »